# Zafar
Zafar (в русской транскрипции — Зафа́р, араб. ظفر‎ — Триумф) — иранская крылатая противокорабельная ракета, с активными радиолокационными головками самонаведения и низковысотным профилем полёта. Массовый выпуск начат с февраля 2012 года. Предназначается для размещения на кораблях военно-морского флота и береговых противоракетных комплексах. Имеет турбореактивный двигатель.

## Характеристики
По заявлениям Ирана ракета является самой быстрой в мире крылатой ракетой морского базирования.